# 昂沃德 (密西西比州)
昂沃德（英語：Onward）是位於美國密西西比州夏基縣的非建制地區。

## 歷史
昂沃德的郵局於1879年設立，其後於1975年停運。

## 地理
昂沃德所處的海拔為高於海平面31米（即102英呎），而該地所採用的時區為UTC-6，即北美中部時區（CST）。同時該地設有夏令時間，為UTC-6調快一小時，即UTC-5（CDT）。